# レパン＝ル＝ラック
レパン＝ル＝ラック （Lépin-le-Lac）は、フランス、オーヴェルニュ＝ローヌ＝アルプ地域圏、サヴォワ県のコミューン。

## 地理

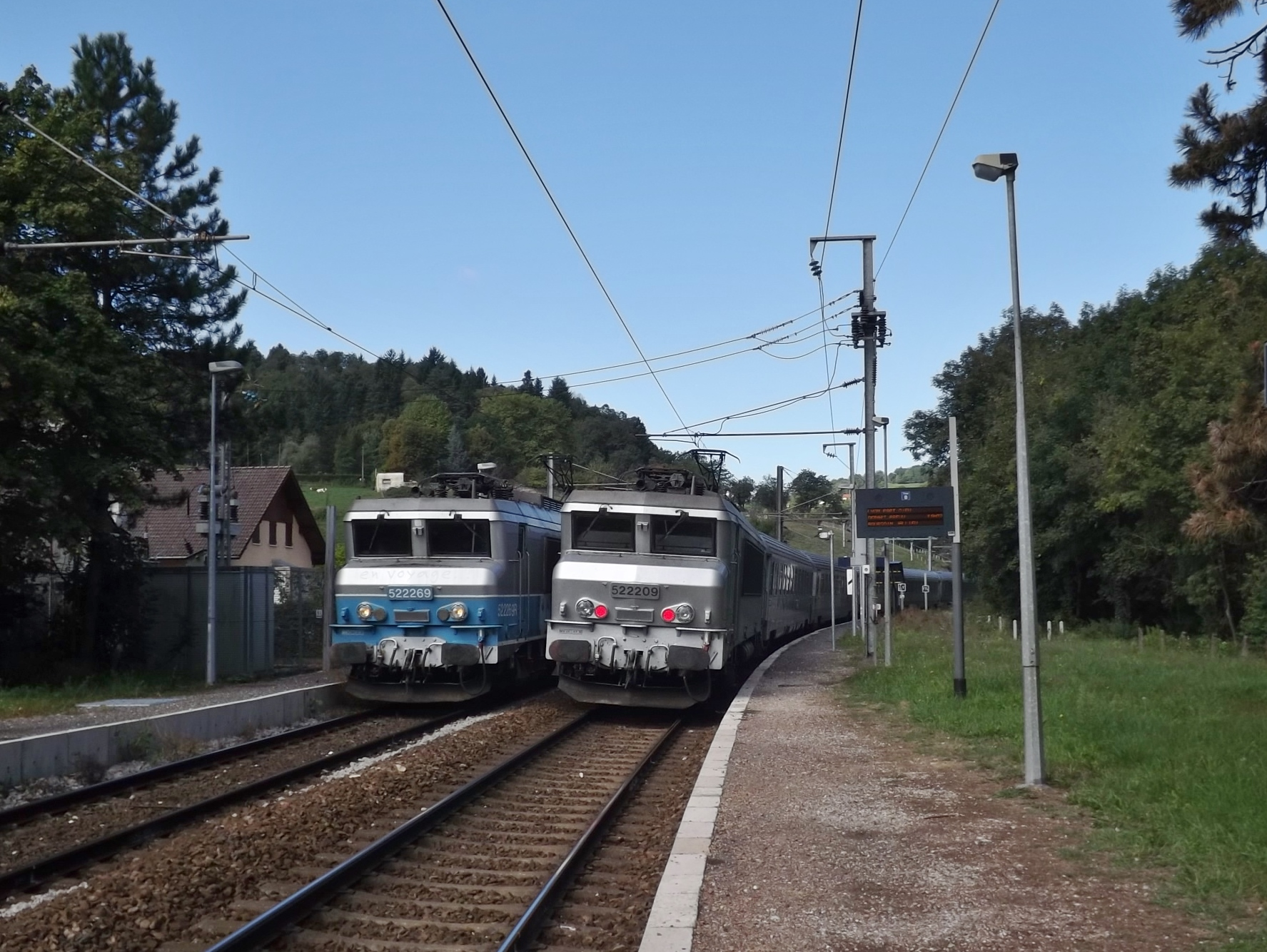
レパン＝ル＝ラック-ラ・ボーシュ駅

自然区分上の地方である、アヴァン・ペイ・サヴォイヤール地方に属すコミューン。エグブレット湖の南岸に位置している。
コミューンには鉄道駅、レパン＝ル＝ラック-ラ・ボーシュ駅がある。TERローヌ＝アルプのリヨン＝シャンベリ間を走る路線が停車する。エグブレット湖の北側にある、コミューンから約10kmの地点から、A43へアクセス可能である。

## 由来
ラテン語で『野生のプラム』を意味するspinusが語源である。1140年にEcclesia de Lepino、1278年にLespenes、1308年にPrioratus de Lepins、14世紀にParrochia de Lespins、1729年にL’Epin、1732年にLépin、最終的にLépin-le-Lacとなったのは1930年のデクレによってである。アルピタン語ではコンフラン書記法により、コミューンの名はLepinとなる。

## 歴史
1220年、アパナージュとして、レパン領はサヴォイア伯トマ1世（fr）から娘のベアトリーチェ（プロヴァンス伯レーモン・ベランジェ4世妃）へ授けられた。その後1260年、ベアトリーチェは聖ヨハネ騎士団のレゼシェルにあるコマンドリーにレパンを寄進し、コマンドリーはフランス革命まで存続した。

## 人口統計
| 1962年 | 1968年 | 1975年 | 1982年 | 1990年 | 1999年 | 2005年 | 2014年 |
| ------ | ------ | ------ | ------ | ------ | ------ | ------ | ------ |
| 184    | 168    | 190    | 191    | 255    | 282    | 347    | 452    |

参照元:1962年から1999年までは複数コミューンに住所登録をする者の重複分を除いたもの。それ以降は当該コミューンの人口統計によるもの。1999年までEHESS/Cassini、2006年以降INSEE。